# Haus Kolk

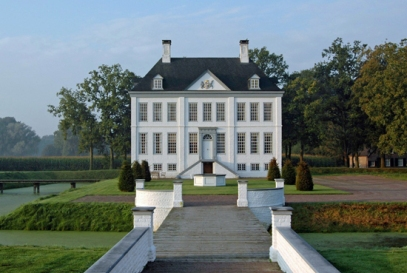
Haus Kolk, Nordost-Ansicht des Herrenhauses

Haus Kolk ist ein Denkmalensemble, das sich nahe der Römerstadt Xanten in der Gemeinde Uedem am Niederrhein befindet. Die ältesten Strukturen dieser ehemaligen Wasserburg gehen auf den Anfang des 14. Jahrhunderts zurück, das heutige Herrenhaus ist im Kern ein Bau des 17. Jahrhunderts im Stil des niederländischen Barock-Klassizismus. Haus Kolk befindet sich seit seiner Gründung vor mehr als 650 Jahren ununterbrochen in Familienbesitz und steht seit dem 13. März 1986 unter Denkmalschutz.

## Geschichte

### Anfänge
Der Besitz Kolk geht auf eine jüngere Familienlinie des uradeligen Geschlechts von Holthausen aus Uedem zurück, die sich nach dem neugegründeten Besitz „von Kolk“ nannte. Mit Diderich de Collich findet sich 1319 im Urbar der Grafen von Kleve der erste urkundliche Hinweis auf das Anwesen, das dort als Nyenhuyss erwähnt wird. Ihren Anfang nahm die Anlage in einem wasserumwehrten adeligen Hof, dessen Wurzeln bis in diese Holthausenschen Zeiten des 14. Jahrhunderts zurückreichen. An der Nordwestecke der heutigen Herrenhausinsel schützte ein einfaches, um 1340 datiertes Torgebäude aus Backstein den Zugang zur grabenumwehrten Hofanlage. Die Insel war ummauert. An ihrem Südwestrand, direkt neben dem jetzigen Herrenhaus, befand sich ein rechteckiges Fachwerkgebäude aus dem 14. Jahrhundert. Dieses Gebäude wurde später durch Brand zerstört und anschließend weitgehend abgetragen. 1484 gelangte der ursprünglich adelige Hof Kolk – zu diesem Zeitpunkt allerdings längst im Status eines Ritterguts – als Mitgift der Elisabeth von Holthausen an die Familie von Egeren.

### Von Egeren zu Hertefeld

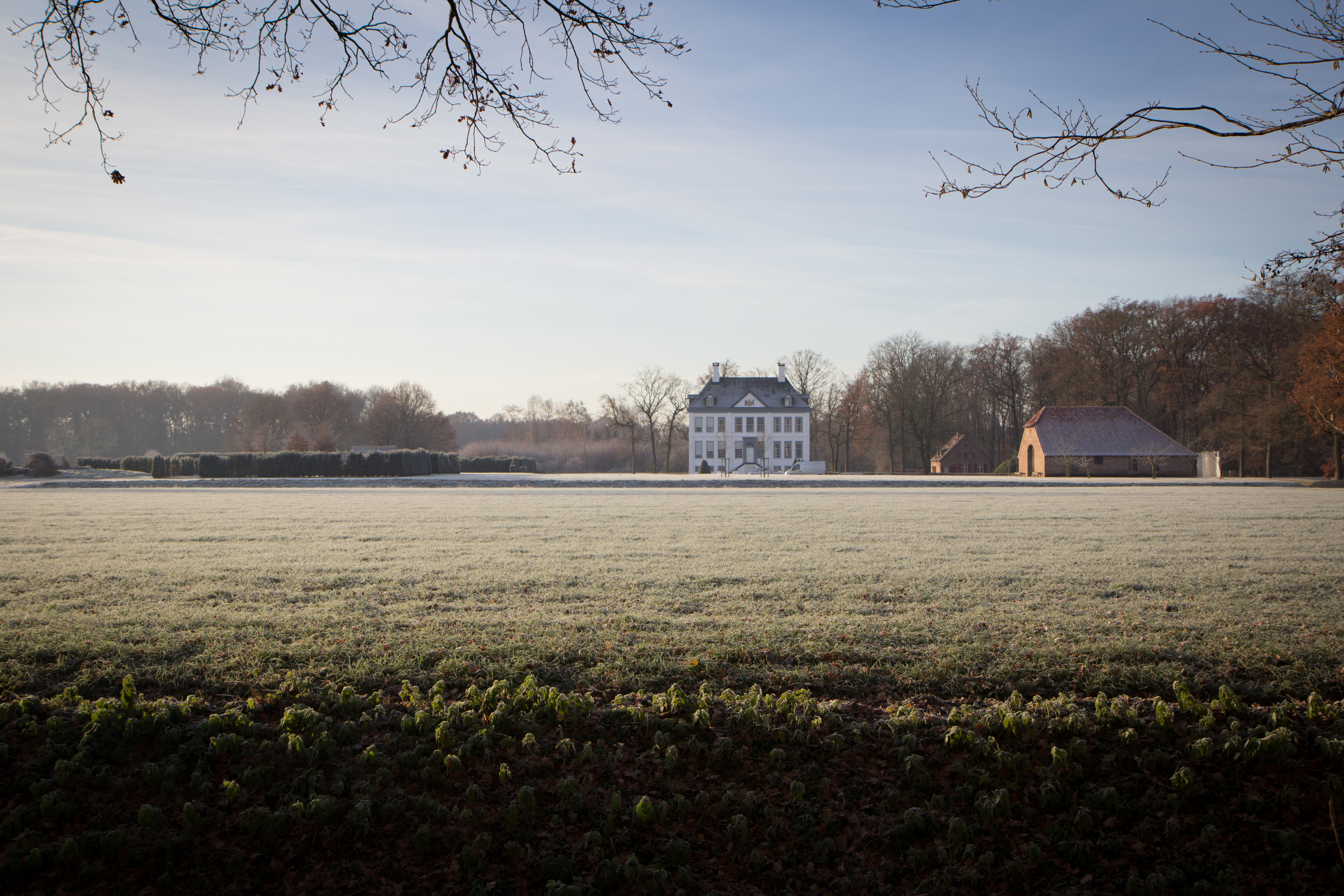
Blick auf Haus Kolk

Die Tochter aus dieser Verbindung, Ida von Egeren, brachte Haus Kolk 1531 in ihre Ehe mit Stephan VI. von Hertefeld ein. Die Ahnenreihe dieses niederrheinisch-klevischen Uradelsgeschlechts lässt sich bis in das Jahr 1179 zurückverfolgen und hat ihren Ursprung auf Haus Hertefeld in Weeze. Bereits 1484 hatte sich die Familie in zwei Linien geteilt. Als Chef der älteren Linie machte Stephan VI. das Rittergut Kolk zu deren Hauptsitz und gab ihm 1531 eine entsprechend anspruchsvolle Erscheinung als spätgotisches Burghaus mit aufwändigen Natursteinarbeiten aus Drachenfels-Trachyt. Zeitgleich entstanden weitere, heute wiederhergestellte Wassergräben, welche die Burginsel in einem doppelten Grabensystem umgaben. Der Bauherr Stephan trat früh zum Protestantismus über.

### Stephan von Hertefeld und das Brandenburgische Erbe
Stephan Hertefelds Enkel, Stephan VII. von Hertefeld zum Kolk (1560–1636), stand als Protestant im niederländischen Freiheitskampf auf Seiten der Niederländer gegen die Spanier und damit gegen die Habsburger, was ihm die persönliche Feindschaft des spanischen Feldherrn Fernando Álvarez de Toledo, Herzog von Alba eintrug. Schon 1604 wurde Stephan als kurfürstlich brandenburgischer Rat von seinem Glaubensgenossen, dem reformierten Kurprinzen Johann Sigismund von Brandenburg, in einem Geheimabkommen beauftragt, die legitimen Ansprüche Brandenburgs auf die klevischen Erblande beim Kaiser wahrzunehmen.
Als 1609 der letzte katholische Herzog von Kleve starb, wurde Johann Sigismund als Kurfürst von Brandenburg sein Nachfolger. Stephan von Hertefeld nahm für den Kurfürsten Besitz von Stadt und Burg Kleve und den übrigen klevischen Städten. Für das Haus Kolk hatte diese Parteinahme Stephans sofortige Konsequenzen seitens der Partei der Habsburger, der Gegner der Brandenburger. Im Zuge des niederländischen Unabhängigkeitskampfes waren habsburgisch-spanische Truppen in Xanten stationiert, die umgehend für eine Vergeltungsmaßnahme eingesetzt wurden. Spanische Soldaten überfielen die Wasserburg und erschlugen dabei die Torwächter, brandschatzten das Haus und versuchten, den Hausherrn festzunehmen. Theodor Fontane, der Ende des 19. Jahrhunderts mit dem damaligen Erben und Eigentümer des Hauses Kolk, Graf Philipp zu Eulenburg, auf Schloss Liebenberg in Brandenburg die geschichtlichen Zusammenhänge zusammengestellt hat, beschrieb diesen Vorfall ausführlich in seinen Wanderungen durch die Mark Brandenburg. Stephan entzog sich der Festnahme erfolgreich durch eine Flucht in den Haus Kolk umgebenden Sumpf. Das feste Haus wurde noch vor Stephans Tod im Jahr 1632 wiedererrichtet und im Dreißigjährigen Krieg erneut zerstört, wovon befundete Brand- und Schutt-, aber auch Mauerversturzschichten im südlichen und östlichen Wassergraben zeugen.

### Zwei kurbrandenburgische Oberjägermeister
Unmittelbar nach Ende des Dreißigjährigen Kriegs errichtete Jobst Gerhard von Hertefeld zum Kolk (1594–1659) im Jahre 1648 über den Fundamenten des gotischen Burghauses das heute noch erhaltene Herrenhaus im Stil des strengen holländischen Barock-Klassizismus. Parallel zur Eingangsseite des Herrenhauses legte er einen west-östlich verlaufenden Stichgraben an, der die Burginsel in zwei Teile zerschnitt. Dadurch wurde eine Zweiteiligkeit des Adelssitzes suggeriert und auf diese Weise der Sitz im Landtag gesichert.
1649 führte Jobst Gerhard die Familienlinien wieder zusammen, indem er das von einem entfernten Vetter verpfändete Stammhaus Hertefeld zurückerwarb und anschließend nach Brandenburg übersiedelte. Sehr erfahren mit jeder Art von Entwässerung nach holländischem Vorbild, übertrug er dieses Wissen auf die brandenburgischen Verhältnisse und erwarb sich so größte Verdienste bei der Rekultivierung des Landes, das nach den enormen Verwüstungen des Dreißigjährigen Krieges fast menschenleer war. Als Churbrandenburgischer Oberjägermeister von Kleve bis Ostpreußen mit hochdotierten Einkünften versehen, besaß er umfangreichen Landbesitz, der sich auf rund 18.000 Hektar summierte. 1652 erwarb er außerdem als neuen Hauptsitz die Herrschaft Liebenberg mit weiteren 5000 Hektar hinzu, in unmittelbarer Nähe des kurfürstlichen Hofes in Oranienburg.
Jobst Gerhards Neffe, Samuel von und zu Hertefeld (1667–1730), wurde wie sein kinderloser Onkel kurbrandenburgischer Oberjägermeister und setzte dessen Werk erfolgreich fort. Er wurde der bekannteste aller Hertefelds, dessen zahlreiche Ehren- und Besitztitel Theodor Fontane im Einzelnen aufführt. Im Hinblick auf seine Erhebung in den erblichen Freiherrenstand erweiterte Samuel 1700 auch den gotischen Kernbau des Stammsitzes Hertefeld zu einem puristischen, niederländisch geprägten Herrenhaus. Haus Kolk blieb hingegen unbeachtet – wie auch in den folgenden eineinhalb Jahrhunderten.

### Niedergang in der Franzosenzeit

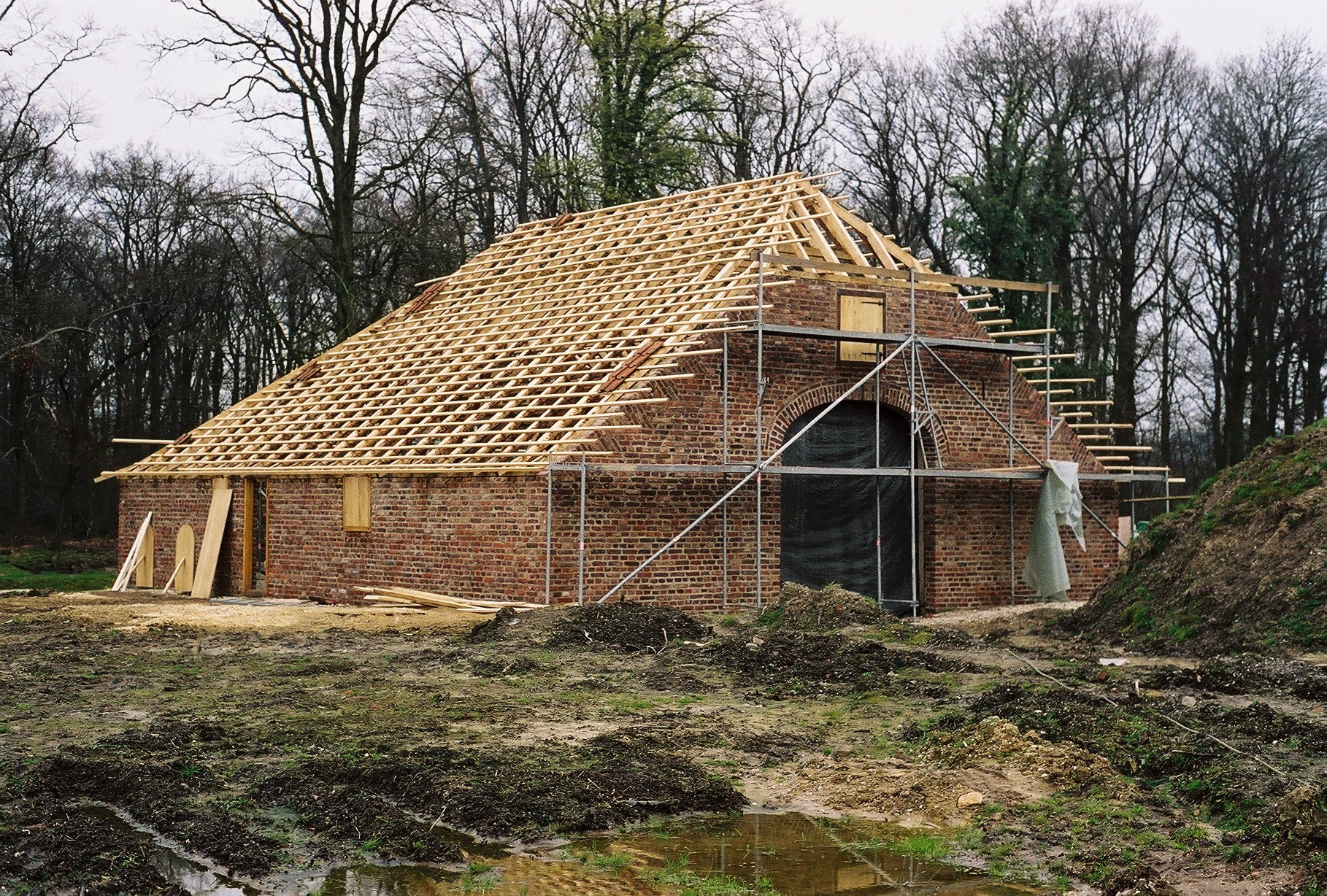
Translozierte Scheune vom Anfang des 19. Jahrhunderts

Samuels Enkel, Freiherr Friedrich Leopold von und zu Hertefeld (1741–1816), machte als erstes Familienmitglied nach langer Zeit wieder den Niederrhein zu seinem Lebensmittelpunkt. Als Landrat von Kleve lebte er auf seinen Häusern Hertefeld und Boetzelaer. 1806 musste er jedoch als Kopf der Beamtenopposition das Rheinland auf der Flucht vor den Franzosen verlassen, nur um in Brandenburg auf Liebenberg wieder von diesen eingeholt zu werden. Er erlitt damit das gleiche Schicksal wie sein Vorfahr Stephan VII. zweihundert Jahre zuvor. Die Abwesenheit der Eigentümer leitete in Kolk den vorläufigen Niedergang des Anwesens ein. Denn hatte die Familie den Rittersitz während der Dauer des alten Reiches in gutem Zustand halten müssen, um die Landtagsfähigkeit zu erhalten, fiel diese Notwendigkeit nun ersatzlos weg. Haus Kolk wurde vielmehr den Erfordernissen eines landwirtschaftlichen Hofs angepasst. Von der Bebauung auf der Burginsel blieben das Haus und eine Scheune des frühen 19. Jahrhunderts erhalten. 1730 existierten neben dieser Scheune noch ein Backhaus und eine weitere Scheune, die beide aus der Zeit um 1810 stammten und 1868 niederbrannten.
Friedrich Leopolds Sohn, Freiherr Karl von und zu Hertefeld (1794–1867), Herr auf Liebenberg, Häsen, Hertefeld, Kolk usw. war schließlich der letzte seines Namens und starb 1867 in Liebenberg. Ihn beerbte seine Großnichte Alexandrine Freiin von Rothkirch-Panthen, die seit 1846 mit dem Grafen Philipp Conrad zu Eulenburg verheiratet war. Er entstammte der jüngsten ostpreußischen Linie der Grafen zu Eulenburg und war langjähriger Adjutant sowie Freund des preußischen Feldmarschalls Friedrich von Wrangel.

### Die Grafen zu Eulenburg und der Wiederaufbau
Die Eulenburgs hatten vordem keine Beziehungen zum Niederrhein. Sie stammen aus Eilenburg an der Mulde in Sachsen, wo sie Burg und Stadt besaßen und 1170 erstmals erwähnt wurden. Philipp Conrads und Alexandrines Sohn Philipp zu Eulenburg (1847–1921) promovierte in Jura, ging in den diplomatischen Dienst und wurde zuletzt Botschafter in Wien. Er bewahrte sehr engagiert das Andenken an die Familie Hertefeld, durfte ab 1898 deren Namen an seinen anfügen und wurde als Berater und Freund Kaiser Wilhelms II. im Jahr 1900 mit anderen preußischen Grafen in den Fürstenstand erhoben. Philipp kümmerte sich wieder um seine niederrheinischen Besitzungen und war der Erste, der mit großem Geschichtsbewusstsein die Historie der Familie von Hertefeld aufbereitete. Zu diesem Zeitpunkt war allerdings der Bestand des Hauses Kolk bereits stark reduziert. Anfang des 20. Jahrhunderts wurde das Gebäude schließlich zu zwei einfachen Wohnungen für Deputat-Waldarbeiter umgebaut und dazu der Länge nach geteilt. Außerdem kamen diverse Anbauten und ein Putz aus Beton hinzu.

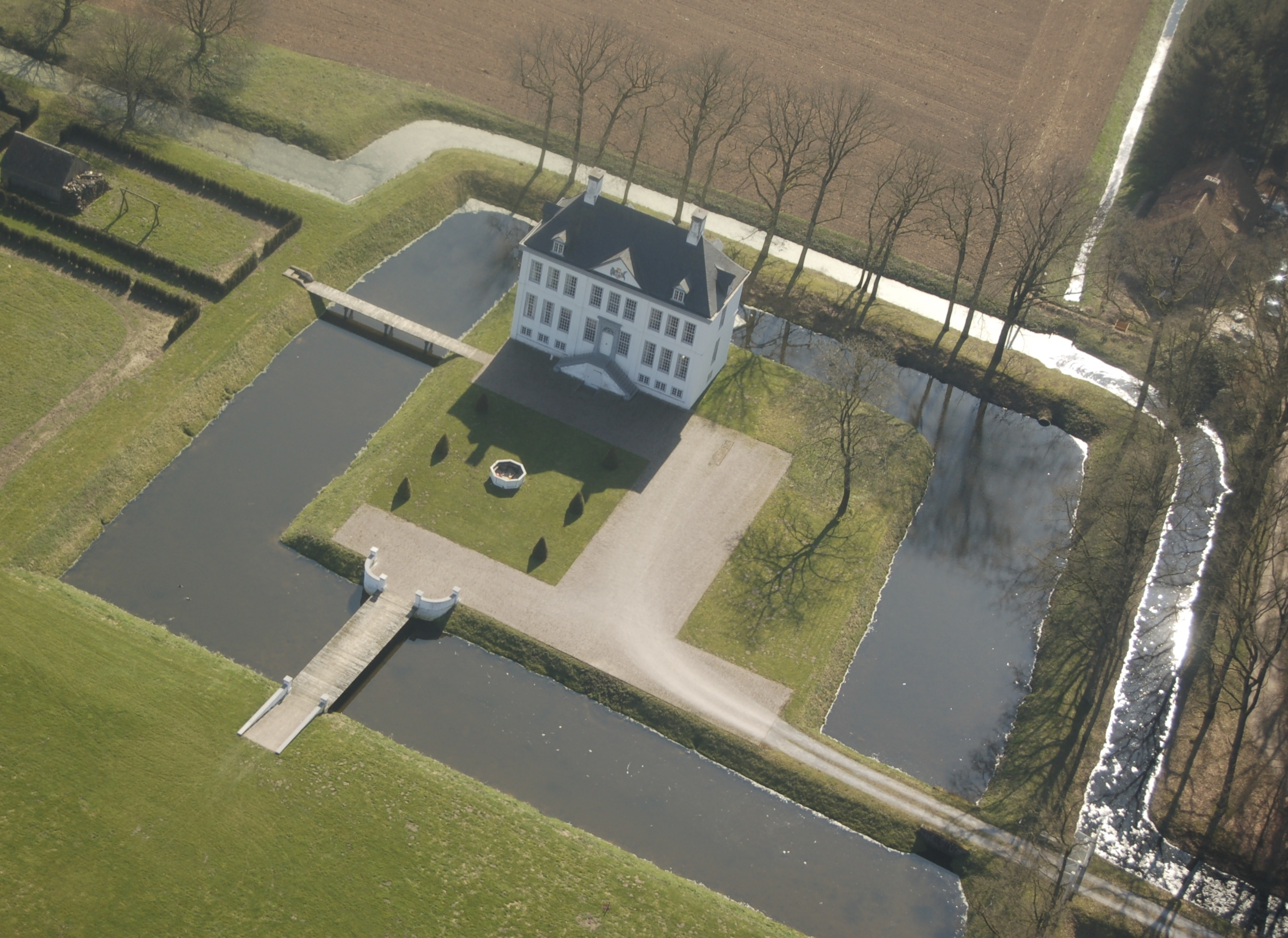
Luftbild des Herrenhauses von Haus Kolk

1945 ging der brandenburgische Familienbesitz verloren, und Philipps Sohn, Fürst Friedrich Wend zu Eulenburg (1881–1963), kehrte an den Hertefeldschen Ursprung am Niederrhein zurück. Im Gegensatz zu Hertefeld, das vollständig ausgebrannt war, blieb Kolk im Zweiten Weltkrieg weitgehend unbeschädigt. Friedrich Wends Enkel, Philipp Graf zu Eulenburg und Hertefeld, nahm von 1979 bis 1982 eine erste Restaurierung vor. 1995 übertrug er Haus Kolk schließlich seinem jüngeren Sohn Siegwart, während der ältere Sohn Friedrich Haus Hertefeld übernahm.
Auf Haus Kolk begannen ab 1999 die bauplanerischen Vorüberlegungen für einen Wiederaufbau. Im Jahr 2000 wurden der Besitz und seine Geschichte von Archäologen, Historikern und Kunsthistorikern umfassend erforscht. Die Ergebnisse bildeten die Basis für den anschließenden vollständigen Wiederaufbau der Anlage, der sich eng an den Bauten des Jobst Gerhard von Hertefeld aus dem Jahr 1648 orientierte. Die umfangreichen Arbeiten, bei denen fast ausschließlich traditionelle Baustoffe und Techniken verwendet wurden, erfassten in den Jahren 2001 bis 2005 sämtliche Bereiche des Rittersitzes, also Herrenhaus, Scheune, Grabensystem und Parkanlage. Seit Abschluss der Arbeiten ist das Haus – nach einer rund 350-jährigen Abwesenheit – wieder Lebensmittelpunkt eines Teils der Familie, heute der jüngeren Linie der niederrheinischen Eulenburgs.

## Beschreibung
Das Denkmalensemble befindet sich auf einer natürlichen Erhebung im Uedemerbruch. Es besteht aus einem Herrenhaus aus der Mitte des 17. Jahrhunderts, einer Scheune vom Beginn des 19. Jahrhunderts sowie einem Graben- und Wallsystem, das noch auf das 16. Jahrhundert zurückgeht. Die so gebildete viereckige Insel wurde durch eine zweite, nordöstlich vorgelagerte, rechtwinkelige Insel geschützt. Der Zugang zur Insel erfolgt von der Westseite über eine Holzbrücke, die dendrochronologisch auf die Zeit um 1340 datiert wurde.
Das Herrenhaus besitzt über einem Sockelgeschoss zwei hohe Hauptgeschosse und neun Fensterachsen unter einem steilen, schiefergedeckten Walmdach. Das weiß verputzte Gebäude ist durch Lisenen vertikal gegliedert und weist einhergehend mit den Proportionen Ähnlichkeiten zum Schlößchen Borghees auf.